# Patrick Isermeyer

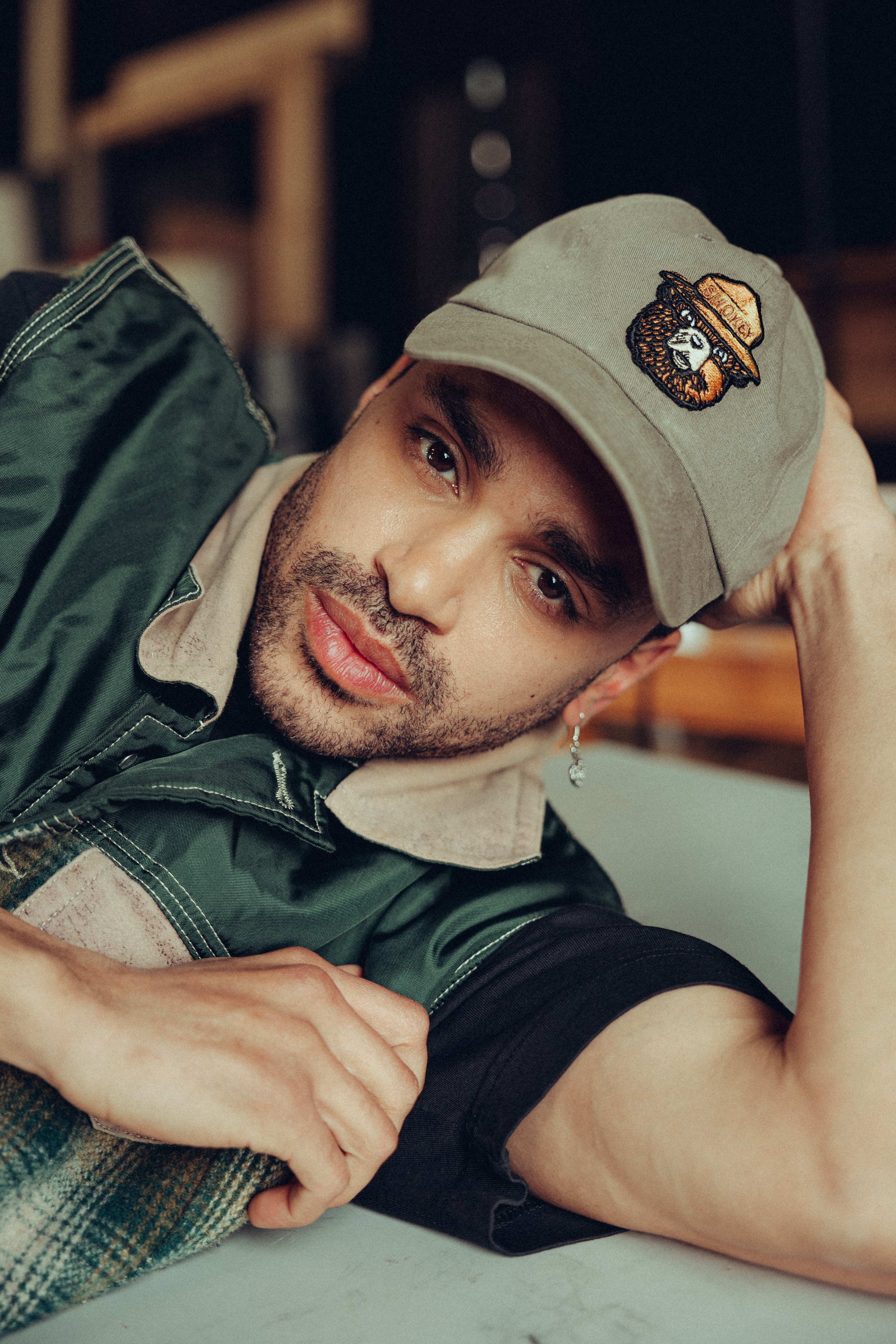
Patrick Isermeyer (2024)

Patrick Isermeyer (* 1988 in Frankfurt am Main) ist ein deutscher Schauspieler.

## Leben
Patrick Isermeyer besuchte die „Schule für Erwachsene“, ein Abendgymnasium und eine Abendrealschule, in Dreieich im Landkreis Offenbach und machte zunächst eine Ausbildung zum Hotelfachmann. Anschließend war er in leitender Funktion als Cost Controller tätig.
Seine Schauspielausbildung absolvierte er von 2014 bis 2017 an der Schauspielschule Mainz und spielte in dieser Zeit am Staatstheater Wiesbaden. 2016 gastierte er am Theater Rüsselsheim als Caliban in Der Sturm (Regie: Till Kretzschmar). 2017 spielte er am Landestheater Dinkelsbühl die Rolle des Driss in Ziemlich beste Freunde.
Ab der Spielzeit 2017/18 war er bis zum Ende der Spielzeit 2019/20 am Theater Heilbronn engagiert. Dort arbeitete er u. a. unter der Regie von Adewale Teodros Adebisi, Maik Priebe und Annette Kuß. Außerdem schrieb und produzierte er die Musik für das Stück Netboy von Petra Wüllenweber.
Von 2020 bis 2024 war Patrick Isermeyer festes Ensemblemitglied am Schauspiel Leipzig, wo er mit Claudia Bauer, Elsa-Sophie Jach, Anna-Sophie Mahler, Marco Damghani und Pia Richter zusammenarbeitete. Zu seinen Bühnenrollen am Schauspiel Leipzig gehörten u. a. der Rodolfo in der Uraufführung des Musiktheaterprojekts La Bohème Träume // Leipzig und der Romeo in Romeo und Julia.
Seit der Spielzeit 2024/25 ist er festes Ensemblemitglied am Residenztheater München. Er ist dort u. a. als Walter Schnock in Ein Sommernachtstraum (Regie: Stephan Kimmig), als Paul Murphy in Die Arztin nach Arthur Schnitzlers Professor Bernhardi (Regie: Robert Icke) und in Das Schloss nach Franz Kafka (Regie: Karin Henkel) zu sehen.
Isermeyer wirkte neben seiner Theaterarbeit bei verschiedenen Film- und Fernsehproduktion mit, u. a. im Dresdner Tatort: Katz und Maus und in der international koproduzierten Fernsehserie Das Netz – Prometheus. In der 5. Staffel der ZDF-Serie SOKO Hamburg (2023) war er als tatverdächtiger Chefpatissier Travis Hardt und „Love Interest“ der Polizeiermittlerin Franzi Berger (Paula Schramm) zu sehen. In der 1. Staffel der Krimiserie WaPo Elbe (2023) übernahm er eine Episodenhauptrolle als attraktiver Bootswart Philipp Bender. In der 18. Staffel der ZDF-Serie Notruf Hafenkante (2024) spielte er den tatverdächtigen Ex-Freund einer Hamburger Influencerin und Inhaberin eines XXL-Dessousladens. In der 9. Staffel der TV-Serie In aller Freundschaft – Die jungen Ärzte (2024) hatte Isermeyer eine weitere Episodenhauptrolle als in seine an einer traumatischen Verletzung leidende Nachbarin verliebter Vermieter Alex Aicher.
Patrick Isermeyer lebt in München.

## Theater (Auswahl)

### Schauspiel Leipzig
- 2020: Ein Berg, viele (als Pearl). Von Magdalena Schrefel (UA). Inszenierung: Pia Richter
- 2022: Für meinen Bruder[13] (als Schwester und Bruder). Von E. L. Karhu. Inszenierung: Elsa-Sophie Jach
- 2022: Romeo und Julia[14] (als Romeo und andere). Von William Shakespeare. Inszenierung: Pia Richter
- 2022: Anouk & Adofa[15][16] (als Adofa). Von: Marco Damghani (Auftragswerk). Inszenierung: Marco Damghani
- 2022: Arabella oder Die Märchenbraut[17] (als Peter Mayer). Nach der TV-Serie von Václav Vorlíček und Miloš Macourek (UA). Inszenierung: Stephan Beer.
- 2023: Antonius und Kleopatra – Eine Shakespeare-Installation im Kolonialstil[18] (als Antonius/ Kleopatra). Von Claudia Bauer, Patrick Isermeyer und Teresa Schergaut. Inszenierung: Claudia Bauer

### Residenztheater München
- 2024: Das Schloss[19]. Nach Franz Kafka. Inszenierung: Karin Henkel
- 2024: Ein Sommernachtstraum[20][21][22][23] (als Walter Schnock). Von William Shakespeare. Inszenierung: Stephan Kimmig
- 2024: Die Ärztin[24][25][26][27] (als Paul Murphy). Von Robert Icke sehr frei nach «Professor Bernhardi» von Arthur Schnitzler. Inszenierung: Miloš Lolić
- 2024: Julia und Romeo – Shakespeare für Kinder (als Romeo). Inszenierung: Demjan Duran
- 2025: Was ich vergessen habe[28] (diverse Rollen). Von Jürgen Berger und Anna Karasińska. Inszenierung: Anna Karasińska
- 2025: Romeo und Julia[29] (als Mercutio). Von William Shakespeare. Inszenierung: Elsa-Sophie Jach
- 2025: Nach Mitternacht[30] (als Heini / Kurt Pielmann). Von Cosmea Spelleken nach dem gleichnamigen Roman von Irmgard Keun. Inszenierung: Cosmea Spelleken

## Filmografie (Auswahl)
- 2018: Ein Fall für zwei: Tod eines Piloten (Fernsehserie, eine Folge)
- 2022: SOKO Leipzig: Mutprobe (Fernsehserie, eine Folge)
- 2022: Das Netz – Prometheus (Fernsehserie, eine Folge)
- 2022: Tatort: Katz und Maus (Fernsehreihe)
- 2023: SOKO Hamburg: In Teufels Küche (Fernsehserie, eine Folge)
- 2023: WaPo Elbe: Aus dem Ruder (Fernsehserie, eine Folge)
- 2024: Die Neue und der Bulle – Ein Duisburgkrimi: Versteck am Fluss (Fernsehserie, eine Folge)
- 2024: Notruf Hafenkante: Bittersüß (Fernsehserie, eine Folge)
- 2024: Tatort: Angst im Dunkeln (Fernsehreihe)
- 2024: In aller Freundschaft – Die jungen Ärzte: Selbstbewusst (Fernsehserie, eine Folge)